# Carl Bergman (Tennisspieler)
Carl Bergman (* 10. Oktober 1987 in Helsingborg) ist ein ehemaliger schwedischer Tennisspieler.

## Karriere
Bergman spielte 2006 erstmals Turniere auf der drittklassigen ITF Future Tour, auf der er 2007 im Einzel einen sowie im Doppel zwei Titel gewann. Im Doppel spielte er in Tampere auch sein erstes Match bei einem Challenger. Ende des Jahres stand er jeweils in den Top 700 der Weltrangliste. Die Jahre 2008 und 2009 wurden weniger erfolgreich. Nur im Doppel gewann er einen weiteren, dritten Future-Titel. Mit Platz 475 stand er dort im September 2008 zudem auf seinem Karrierehoch.
2008 spielte er in Båstad an der Seite von Henrik Norfeldt sein erstes von drei Turnieren auf der ATP Tour. Hier gewannen sie ihr Auftaktmatch, doch unterlagen im Viertelfinale David Ferrer und Marc López. Genau wie bei den anderen World-Tour-Auftritten 2010 und 2011 in derselben Stadt profitierte er dabei von einer Wildcard. Er gewann bis 2011 insgesamt neun Futures, konnte jedoch nicht das Niveau der nächsthöheren Kategorien erreichen. Im Einzel spielte er kein einziges Challenger-Match. Seinen zweiten und letzten Titel dort gewann er 2011 in Israel, kurz bevor er seine Karriere Anfang 2012 beendete. Sein Karrierehoch erreichte er mit Platz 500 im Januar 2012.